# Emad Moteab
Emad Moteab - em árabe: عماد متعب (Xarqia, 20 de fevereiro de 1983) é um ex-futebolista profissional egípcio, que atuava como atacante. 

## Carreira
Moteab integrou do elenco da Seleção Egípcia de Futebol da Olimpíadas de 2012.

## Títulos
Al-Ahly
- Liga dos Campeões da CAF: 2005 e 2006
- Supercopa Africana: 2006 e 2007
- Campeonato Egípcio: 2004-05, 2005-06, 2006-07 e 2007-08
- Copa do Egito: 2006 e 2007
- Supercopa do Egito: 2005, 2006, 2007 e 2008

Al-Ittihad
- Liga da Arábia Saudita: 2008-09

Seleção do Egito
- Copa das Nações Africanas: 2006, 2008 e 2010

### Prêmios individuais
- Melhor atacante da África: 2005

### Artilharias
- Campeonato Egípcio: 2004-05